# Lijst van spelers van UC Sampdoria
Deze lijst omvat voetballers die bij de Italiaanse voetbalclub UC Sampdoria spelen of gespeeld hebben. De spelers zijn alfabetisch gerangschikt.

## A
- Pietro Accardi
- Marcello Agnoletto
- Marco Ambrosio
- Nicola Amoruso
- Luca Antonini
- Francesco Antonioli
- Dionisio Arce
- Pietro Arnulfo
- Ivan Artipoli
- Pedro Avomo

## B
- Roberto Badiani
- Giuseppe Baldini
- David Balleri
- Claudio Bandoni
- Paolo Barison
- Adriano Bassetto
- Alessandro Bastrini
- Fabio Bazzani
- Evaristo Beccalossi
- Gianfranco Bedin
- Maurizio Bedin
- Gianfranco Bellotto
- Claudio Bellucci
- Romeo Benetti
- Mario Bergamaschi
- Vittorio Bergamo
- Giorgio Bernardin
- Gaudenzio Bernasconi
- Mauro Bertarelli
- Gianluca Berti
- Stefano Bettarini
- Jonathan Biabiany
- Emanuele Bianchi
- Gianluigi Bianco
- Alain Boghossian
- Jorge Bolaño
- Massimo Bonanni
- Emiliano Bonazzoli
- Dario Bonetti
- Ivano Bonetti
- Claudio Bonomi
- Fulvio Bonomi
- Ivano Bordon
- Marco Borriello
- Vujadin Boškov
- Jonathan Bottinelli
- Liam Brady
- Marco Branca
- Roberto Breda
- Carlo Bresciani
- Hans-Peter Briegel
- Sergio Brighenti
- Luca Brunetti
- Renato Buso

## C
- Fabrizio Cacciatore
- Massimo Cacciatori
- Gianpaolo Calzi
- Hugo Campagnaro
- Luigi Cappanera
- Andrea Caracciolo
- Amedeo Carboni
- Sergio Carpanesi
- Marco Carparelli
- Morris Carrozzieri
- Stefano Casale
- Fabrizio Casazza
- Mattia Cassani
- Antonio Cassano
- Luigi Cassano
- Mario Cassano
- Luca Castellazzi
- Marcello Castellini
- Vedran Celjak
- Julian Chabot
- Vicenzo Chiarenza
- Luciano Chiarugi
- Enrico Chiesa
- Giacomo Cipriani
- Sandro Cois
- Corrado Colombo
- Mirko Conte
- Paolo Conti
- Eugenio Corini
- Angelo da Costa
- Manuel da Costa
- Ernesto Cucchiaroni
- Alessandro Cucciari
- Carmine Cuccininello
- Gianluca Curci

## D
- Roberto D'Aversa
- Bruno Da Mota
- Filippo Dal Moro
- Samuele Dalla Bona
- Mario David
- Luigi Delneri
- Gennaro Delvecchio
- Daniele Dessena
- Rosario Di Vincenzo
- Aimo Diana
- Danny Dichio
- Oumar Dieng
- Davide Dionigi
- Alessandro Doga
- Maurizio Domizzi
- Marco Donadel
- Massimo Donati
- Cristiano Doni
- Doriva
- Giuseppe Dossena

## E
- Mark Edusei
- Dieter Elsneg
- Carmine Esposito
- Samuel Eto'o
- Alberigo Evani

## F
- Giulio Falcone
- Giuseppe Farina
- Osvaldo Fattori
- Hugo Miguel Fernandes
- Gabe Ferrari
- Michele Ferri
- Riccardo Ferri
- Fabrizio Ferron
- Fabrizio Ficini
- Vincenzo Fiorillo
- Edwing Firmani
- Francesco Flachi
- Antonio Floro Flores
- Alfio Fontana
- Bruno Fornaroli
- Salvatore Foti
- Marco Franceschetti
- Daniele Franceschini
- Trevor Francis
- Bruno Franzini
- Mario Frustalupi
- Luca Fusi

## G
- Al-Saadi al-Qadhafi
- Giancarlo Galdiolo
- Roberto Galia
- Enzo Gambaro
- Maurizio Ganz
- Ingvar Gärd
- Claudio Garella
- Andrea Gasbarroni
- Daniele Gastaldello
- Renato Gei
- Germano
- Gian Piero Ghio
- Alessandro Grandoni
- Andrea Grieco
- Matteo Guardalben
- Stefano Guberti
- Nikola Gulan
- Ruud Gullit

## H
- Karl Haage Hansen

## I
- Vincenzo Iacopino
- Giovanni Improta
- Giovanni Invernizzi
- Simone Inzaghi
- Mark Iuliano
- Thomas Iyock Job

## J
- Zoran Jovičić
- Vladimir Jugović
- Krunoslav Jurčić

## K
- Ikechukwu Kalu
- Christian Karembeu
- Srečko Katanec
- Jürgen Klinsmann
- Engelbert Koenig
- Vladimir Koman
- Dawid Kownacki
- Nenad Krstičić
- Vital Koetoezaw

## L
- Zsolt Laczkó
- Pierre Laigle
- Fabio Lamorte
- Marco Lanna
- Saliou Lassissi
- Marcello Lippi
- Giovanni Lodetti
- Francisco Lojácono
- Attilio Lombardo
- Juan Carlos Lorenzo
- Stefano Lucchini
- Arnaldo Lucentini
- Pasquale Luiso
- Karlo Lulić
- Massimo Lupini

## M
- Massimo Maccarone
- Federico Macheda
- Christian Maggio
- Sergio Magistrelli
- Roberto Mancini
- Michele Mangiapelo
- Filippo Maniero
- Gian Paolo Manighetti
- Daniele Mannini
- Moreno Mannini
- Mario Maraschi
- Massimo Marazzina
- Mattia Marchesetti
- Dario Marcolin
- Sergio Marcon
- Giacomo Mari
- Guido Marilungo
- Domenico Marocchino
- Gilberto Martínez
- Riccardo Maspero
- Gianfranco Matteoli
- Alessandro Melli
- Daniele Messina
- Leonardo Miglionico
- Michele Mignani
- Siniša Mihajlović
- Oleksij Mychajlytsjenko
- Aurelio Milani
- Gionata Mingozzi
- Antonio Mirante
- Luca Mondini
- Vincenzo Montella
- Bruno Mora
- Ángel Morales
- Francesco Morini
- Giuseppe Moro
- Francesco Mura
- Mattia Mustacchio

## N
- Stefano Nava
- Bruno Nicole
- Gilberto Noletti
- Giulio Nuciari

## O
- Ernst Ocwirk
- Rubén Olivera
- Fabio Oliviero
- François Omam-Biyik
- Maurizio Orlandi
- Alessandro Orlando
- Ariel Ortega

## P
- Marco Padalino
- Daniele Padelli
- Antonio Paganin
- Massimo Paganin
- Biagio Pagano
- Gianluca Pagliuca
- Francesco Palmieri
- Angelo Palombo
- Fausto Pari
- Andrea Parola
- Simone Pavan
- Giampaolo Pazzini
- Fabio Pecchia
- Francesco Pedone
- Luca Pellegrini
- Stefano Pellegrini
- Romano Perticone
- Emanuele Pesaresi
- Ciro Pezzella
- Sergio Piacentini
- Mirko Pieri
- Marco Pisano
- David Platt
- Fabrizio Poletti
- Andrea Poli
- Davide Possanzini
- Nicola Pozzi
- Dennis Praet

## Q
- Fabio Quagliarella

## R
- Andrea Rabito
- Andrea Raggi
- Giovanni Re
- Vasco Regini
- Alessandro Renica
- Andreino Repetti
- Michele Rocca
- Alessandro Romeo
- Sergio Romero
- Pierluigi Ronzon
- Giorgio Roselli
- Mattia Roselli
- Marco Rossi
- Marco Rossinelli
- Fausto Rossini
- Jonathan Rossini

## S
- Giuseppe Sabadini
- Stefano Sacchetti
- Nenad Sakić
- Luigi Sala
- Patrizio Sala
- Fausto Salsano
- Paolo Sammarco
- Kurnia Sandy
- Marco Sanna
- Benito Sarti
- Alessio Scarchilli
- Stefan Šćepović
- Clarence Seedorf
- Ezio Sella
- Franco Semioli
- Michele Serena
- Matteo Sereni
- Lee Sharpe
- Giuseppe Signori
- Silas
- Lennart Skoglund
- Danilo Soddimo
- Roberto Soriano
- Angelo Sormani
- Graeme Souness
- Marius Stankevičius
- Guglielmo Stendardo
- Marco Storari
- Pietro Strada
- Luis Suárez

## T
- Christian Terlizzi
- Emanuele Testardi
- Fernando Tissone
- Max Tonetto
- Toninho Cerezo
- Jorge Toro
- Mario Tortul
- Vittorio Tosto
- Sandro Tovalieri
- Martino Traversa
- Luigi Turci

## V
- Fabian Valtolina
- Gaetano Vasari
- Simone Vergassola
- Juan Sebastián Verón
- Todor Veselinović
- Gianluca Vialli
- Víctor Muñoz
- Pietro Vierchowod
- Christian Vieri
- Roberto Vieri
- Guido Vincenzi
- Sergio Volpi
- Massimo Volta

## W
- Des Walker
- Maryan Wisnieski

## Y
- Atsushi Yanagisawa
- Maya Yoshida

## Z
- Fabio Zamblera
- Marco Zamboni
- Nicola Zanini
- Giorgio Zanutta
- Lamberto Zauli
- Luciano Zauri
- Simone Zaza
- Luciano Zecchini
- Walter Zenga
- Cristian Zenoni
- Reto Ziegler
- Ivan Živanović
- Bratislav Živković
- Carlo Zotti